# Tennessee Ridge
Tennessee Ridge és una població dels Estats Units a l'estat de Tennessee. Segons el cens del 2000 tenia 1.334 habitants.

## Demografia
Segons el cens del 2000, Tennessee Ridge tenia 1.334 habitants, 533 habitatges, i 412 famílies. La densitat de població era de 139,2 habitants/km².
Dels 533 habitatges en un 29,1% hi vivien nens de menys de 18 anys, en un 62,5% hi vivien parelles casades, en un 10,3% dones solteres, i en un 22,7% no eren unitats familiars. En el 20,1% dels habitatges hi vivien persones soles el 9,6% de les quals corresponia a persones de 65 anys o més que vivien soles. El nombre mitjà de persones vivint en cada habitatge era de 2,48 i el nombre mitjà de persones que vivien en cada família era de 2,82.
Per edats la població es repartia de la següent manera: un 23,1% tenia menys de 18 anys, un 6,3% entre 18 i 24, un 25,9% entre 25 i 44, un 26% de 45 a 60 i un 18,7% 65 anys o més.
L'edat mediana era de 41 anys. Per cada 100 dones de 18 o més anys hi havia 92,1 homes.
La renda mediana per habitatge era de 33.029$ i la renda mediana per família de 35.880$. Els homes tenien una renda mediana de 28.833$ mentre que les dones 24.659$. La renda per capita de la població era de 14.460$. Entorn del 8,2% de les famílies i l'11,7% de la població estaven per davall del llindar de pobresa.

## Poblacions més properes
El següent diagrama mostra les poblacions més properes.